# 할리카르나소스
할리카르나소스(고대 그리스어: Ἁλικαρνᾱσσός, 고대 그리스어: Ἀλικαρνασσός)는 아나톨리아(소아시아) 카리아의 남서부 해안에 있던 고대 그리스의 도시이다. 현재 튀르키예 보드룸에 해당한다. 세계 불가사의 중 하나인 할리카르나소스의 마우솔레움의 유적지가 남아 있는 지역으로 유명하다. 알렉산드로스 3세가 페르시아 제국 아케메네스 왕조와 싸운 곳이기도 하다. 해안 근처에 작은 섬이 있고, 1404년 로도스 기사단이 그 섬에 보드룸 성(성 베드로 성)을 건설했다. 그 도시를 확장하기 위한 매립 등으로 섬과 본토가 이어졌다.

## 역사

### 건설

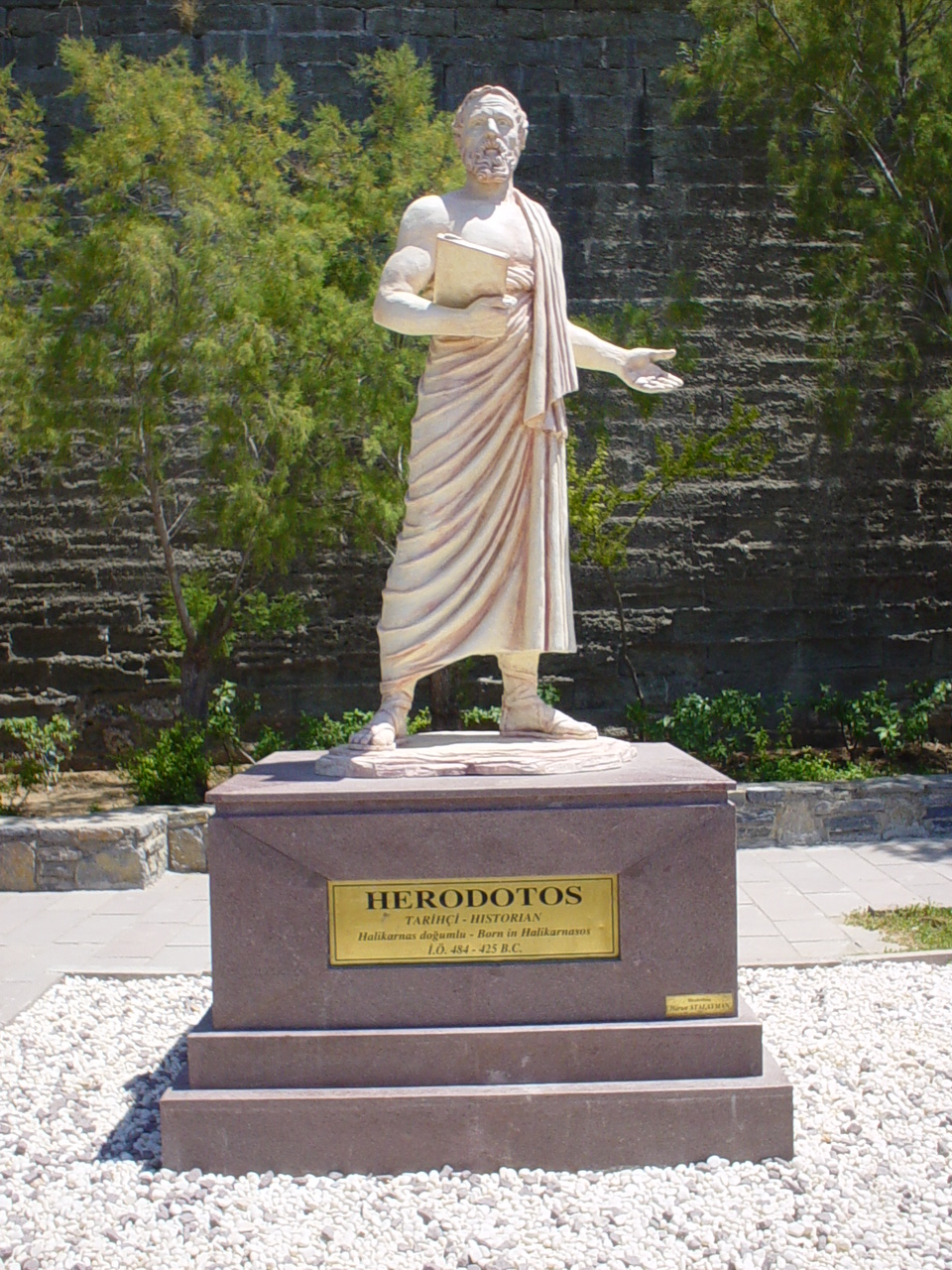
할리카르나소스(오늘날의 보드룸)은 헤로도투스 (그리스어: Ἡρόδοτος)의 고향이다

할리카르나소스 건설에 대해서는 다양한 논란이 있지만, 도리아 인의 식민 도시인 것은 거의 정설이 되어 있으며, 화폐에는 메두사의 머리와 아테네와 포세이돈과 삼지창이 그려져 있기 때문에 모 도시는 트리지나와 아르고스인 것으로 추정되고 있다. 스트라보에 따르면 주민들은 전설의 건설자를 안테스(Anthes)이며, 안테아다이(Antheadae)라는 호칭을 사용하고 있었다고 한다. 금석문에 보이는 Alosδkarnosδ가 하리카르낫소스의 고대 이름일 수도 있다고 전해지고 있다.
초기에 할리카르나소스는 코스, 크니도스, 린도스, 카메이로스, 이알리소스와 함께 도리아 헥사폴리스를 이루던 여섯 도시 중 하나였다. 그러나 헥사폴리스의 경기 대회에서 우승한 할리카르나소스 시민 아가시클레스가 상금인 삼각대를 아폴론 신전에 봉납하지 않고, 집에 가지고 돌아가면서 할리카르나소스는 동맹에서 이탈하게 되었다. 기원전 5세기 전반에는 카리아의 아르테 1세가 통치하고 있었다. 그녀는 살라미스 해전에서 아케메네스 왕조 측의 지휘관으로 싸운 것으로 알려져 있다. 그녀 아들이자 후계자인 피신달리스(Pisindalis)에 대해서는 잘 알려져 있지 않다. 이후 할리카르나소스를 지배했던 리구다미스는 시인 파누앗시스를 죽음에 몰아넣었고, 기원전 457년경 헤로도토스가 고향인 할리카르나소스를 떠나는 원인을 만들었다.

### 마케도니아의 영향

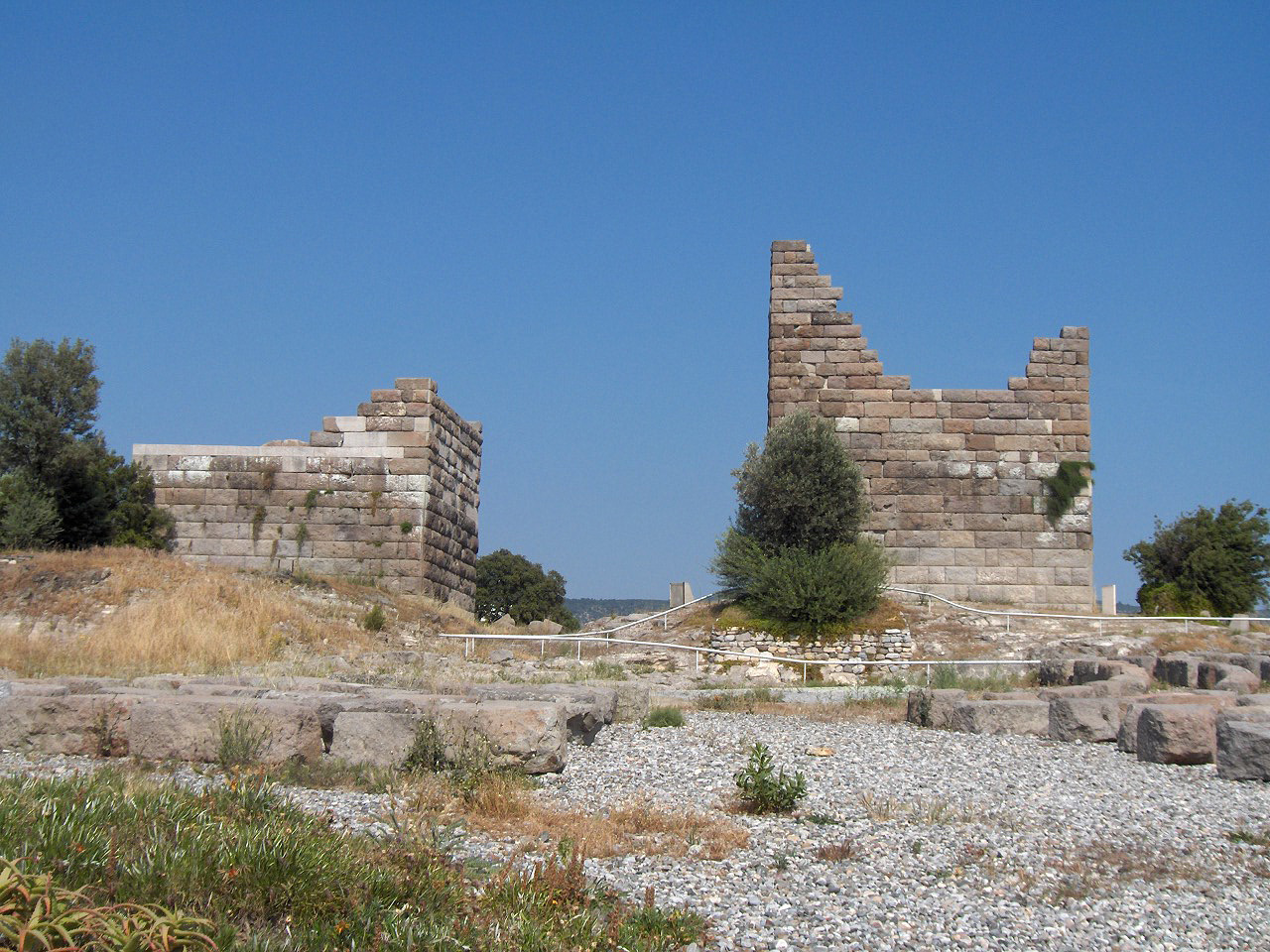
기원전 4세기 요새의 유적

이후 할리카르나소스를 지배했던 피크소다로스는 힘을 강화시켜왔던 마케도니아 왕국과 동맹을 계획하고 젊은 알렉산더 3세에게 자신의 딸을 시집보내겠다는 약속을 한 것으로 알려져 있다. 그러나 알렉산더의 아버지 필리포스 2세가 반대를 하면서 결혼은 이뤄지지 않았다. 알렉산더 3세의 동방 원정 초기인 기원전 334년 마케도니아 군대는 할리카르나소스에서 멤논이 이끄는 페르시아 군과 대치했다. 요새를 공략하기 위해 문갑에 얇은 다리를 걸었지만 그 다리가 망가졌기 때문에 다수의 사상자가 발생했다. 요새를 공략 할 수 없었던 알렉산더 3세는 그 성을 계속 포위할 수밖에 없었지만, 결국 마케도니아의 승리로 돌아갔다. 이 요새와 발굴된 유적은 현재 보드룸의 관광 명소가 되었다.
마우솔로스는 그가 지배하던 카리아의 수도를 할리카르나소스로 옮겼다. 현대의 학자들은 그가 생전에 그의 무덤인 마우솔레움 건설을 추진한 것으로 추정하고 있다.:68
프톨레마이오스 1세 소테르는 이곳에 김나시온을 지었고, 시민들은 프톨레마이오스 1세를 기리기 위해 주랑 또는 주랑 현관을 세운 사례도 발견되고 있다. 할리카르나소스는 알렉산더 3세에 의해 포위 공격의 타격에서 완전히 회복하지 못했고, 키케로는 그 땅을 거의 폐허라고 적고 있다.

## 발굴과 복원

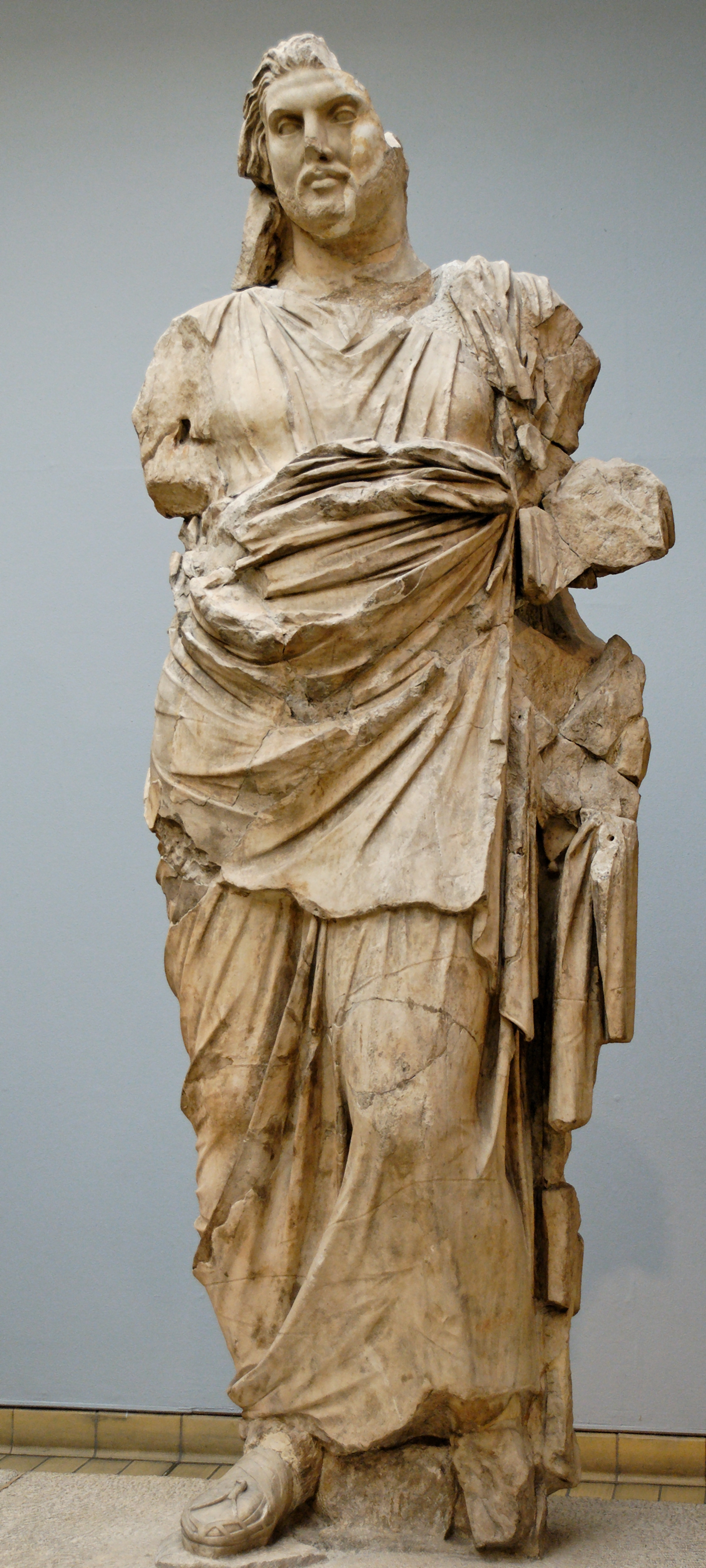
마우솔로스의 조각상

유적은 보드룸 시내에서 일부 발굴되었지만, 많은 유적들이 시가지 밑에 묻혀있다. 시벽, 신전, 극장 등의 위치는 거의 밝혀져 있다.
할리카르나소스의 마우솔레움은 1857년 찰스 토머스 뉴턴이 발굴하였고, 그 설계가 거의 밝혀졌다. 대략 35m × 28m의 크기로 돌 제단, 둘레기둥, 피라미드형 지붕, 등으로 이루어져 있으며, 표면은 조각 장식된 대리석으로 덮여 있었다. 주위에는 일련의 조각상이 늘어서 있었다고 볼 수 있다. 대 플리니우스에 따르면, 주 기둥은 36개의 이오니아식 기둥이 사용되었다고 한다. 기둥과 기둥 사이에도 조각상이 배치되어 있었다고 볼 수 있다. 일부 복원된 부분에는 그리스인과 아마존의 전투 장면이 양각되어 있다. 또한 실물 크기의 동물과 사육사도 그려져 있다. 주 기둥과 중앙의 방은 아래에서 24개의 계단으로 올라간다. 그 위에 피라미드 형태의 지붕이 있다.
지붕 꼭대기에는 콰드리가가 있었다. 또한 마우솔로스의 동상도 발견되어, 현재는 대영박물관에 전시되고 있다. 마우솔레움의 복원 그림은 여러 가지가 제안되고 있다. 찰스 토머스 뉴턴 등의 첫 번째 복원 그림에는 곳곳에 실수가 있었다고 알려져 있다. 세계 7대 불가사의 중 하나로 고대에서 “공중에서 갈라져 있다”고 말한 것을 고려한 E. 오울드필드의 복원도도 유구와는 일치하지 않는다. 현재 가장 옳다고 여겨지는 것은 독일의 고고학자 F. 아들러가 1900년에 발표한 복원 그림이지만, 그 후에도 연구는 계속되고 있다.

## 유명 인물
- 아르테 1세 (카리아) (기원전 480년 경)
- 헤로도토스 (기원전 484년~425년 경)
- 디오니시오스 (기원전 1세기)

## 참고 문헌
- CT Newton and RP Pullan, History of Discoveries at Halicarnassus (1862—1863)
- J Fergusson, The Mausoleum at Halicarnassus restored (1862)
- E Oldfield, "The Mausoleum," in Archaeologia (1895)
- F. Adler, Mausoleum zu Halikarnass (1900)
- JP Six in Journ. Hell. Studies (1905)
- WB Dinsmoor in Amer. Journ. of Arch. (1908)
- JJ Stevenson, A Restoration of the Mausoleum of Halicarnassus (1909)
- JBK Preedy, "The Chariot Group of the Mausoleum," in Journ. hell. Stud., 1910.